# خمول
الخمول (بالإنجليزية: Lethargy)‏ هو حالة من التعب، النعاس، الإعياء، الإرهاق، التباطؤ، أو فقدان الطاقة. يمكن أن يكون مصحوبًا بالاكتئاب، إنخفاض الدافع ،أو اللامبالاة. يمكن أن يكون الخمول استجابة طبيعية لعدم كفاية النوم، الإجهاد المفرط، الإفراط في العمل، الإجهاد، عدم ممارسة الرياضة، التغذية غير السليمة، الملل، أو أحد أعراض مرض كامن أو اضطراب. قد يكون أيضًا أحد الآثار الجانبية للأدوية أو بسبب التفاعل بين الأدوية أو الأدوية والكحول. قد يكون أيضًا مستوى متغيرا من الوعي.
عندما يكون الخمول جزءًا من الاستجابة الطبيعية، غالبًا ما يحل مع الراحة، النوم الكافي، إنخفاض التوتر، ممارسة الرياضة البدنية، والتغذية الجيدة.